# N940 (België)
De N940 is een gewestweg in Belgische provincie Namen. Deze weg vormt de verbinding tussen Sart-Saint-Laurent en Bois-de-Villers.
De totale lengte van de N940 bedraagt ongeveer 5 kilometer.

## Traject
De N940 begint ter hoogte van de N922 (Chaussée de Namur) in Sart-Saint-Laurent en eindigt op de N928 (Rue des Six Bras/Rue Léopold Crasset)  en de N951 (Rue Gilet Ville/Rue Raymond Noël) in Bois-de-Villers.

## Plaatsen langs de N940
- Sart-Saint-Laurent
- Bois-de-Villers